# Вкус (естетика)
 Тази статия е за вкуса в естетиката.  За вкуса, като сетиво вижте Вкус.  
Вкусът като естетическа категория е предмет на изучаване от естетиката и социологията и представлява способността за възприемане на красивото.
За първи път в съвременната история се говори за вкус през 16 век във връзка с италианското течение маниеризъм (с произход от думата маниер (maniera)). Балтасар Грасиан и Моралес е испански философ, който за първи път използва думата вкус като естетическа категория. По време на Просвещението тя все още има общ характер и изразява предпочитанията и чувствителността към културата. По време на Романтизма мнението е, че красотата е нещо субективно и съществува само в очите на този, който я възприема.
В по-късните столетия постепенно вкусът се изгражда като интелектуално качество. Счита се, че човек трябва да има определено ниво на знания, компетентност и образование, за да може да разбере и оцени културното наследство и изкуство. През 18 век вкусът се превръща в основен критерий за аристократизъм.